# Woźniki (gmina)
Pour les articles homonymes, voir Woźniki.
La gmina de Woźniki est une commune urbaine-rurale de la voïvodie de Silésie et du powiat de Lubliniec. Elle s'étend sur 127 km2 et comptait 9 583 habitants en 2006. Son siège est la ville de Woźniki qui se situe à environ 45 kilomètres à l'est de Lubliniec et à 60 kilomètres au nord de Katowice.

## Villages
Hormis la ville de Woźniki, la gmina de Woźniki comprend les villages et localités de Babienica, Czarny Las, Dyrdy, Kamienica, Kamieńskie Młyny, Kolonia Woźnicka, Ligota Woźnicka, Lubsza, Mzyki, Niwy, Okrąglik, Piasek, Psary et Sośnica.

## Villes et gminy voisines
La gmina de Woźniki est voisine des villes de Kalety, Miasteczko Śląskie et Tarnowskie Góry et des gminy de Kamienica Polska, Konopiska, Koszęcin, Koziegłowy et Starcza.